# Divendres
|  | Per a altres significats, vegeu «Divendres (desambiguació)». |

El divendres és el cinquè dia de la setmana. El nom «divendres» prové del llatí Dies Veneris, o «dia de Venus» (deessa de la bellesa i l'amor a la mitologia romana). Segons la tradició musulmana és el dia de descans en honor de Déu. S'abreuja com «dv».
Segons la mitologia catalana, el divendres és un dia maleït i considerat dolent, ja que fou el dia en què nasqué en Judes traïdor. En l'àmbit islàmic, el divendres («dia de reunió») té una importància equivalent al diumenge per als cristians o el sàbat per als jueus.
El divendres és el dia de la setmana entre dijous i dissabte. Als països que adopten la convenció tradicional "Sunday-first", és el sisè dia de la setmana. Als països que adopten la convenció "Monday-first" definida per ISO, és el cinquè dia de la setmana.
En la majoria dels països occidentals, el divendres és el cinquè i últim dia de la setmana laboral. En alguns altres països, el divendres és el primer dia del cap de setmana, i el dissabte el segon.
A Israel, el divendres és el sisè dia de la setmana. A l'Iran, el divendres és l'últim dia del cap de setmana, amb el dissabte com a primer dia de la setmana laboral. Bahrain, els Emirats Àrabs Units (UAE), Aràbia Saudita i Kuwait també van seguir aquesta convenció fins que van canviar a un cap de setmana de divendres a dissabte l'1 de setembre de 2006, a Bahrain i els Emirats Àrabs Units, i un any més tard a Kuwait. Els Emirats Àrabs Units van canviar el seu cap de setmana de divendres a dissabte a dissabte a diumenge el dissabte l'1 de gener de 2022.

## Etimologia

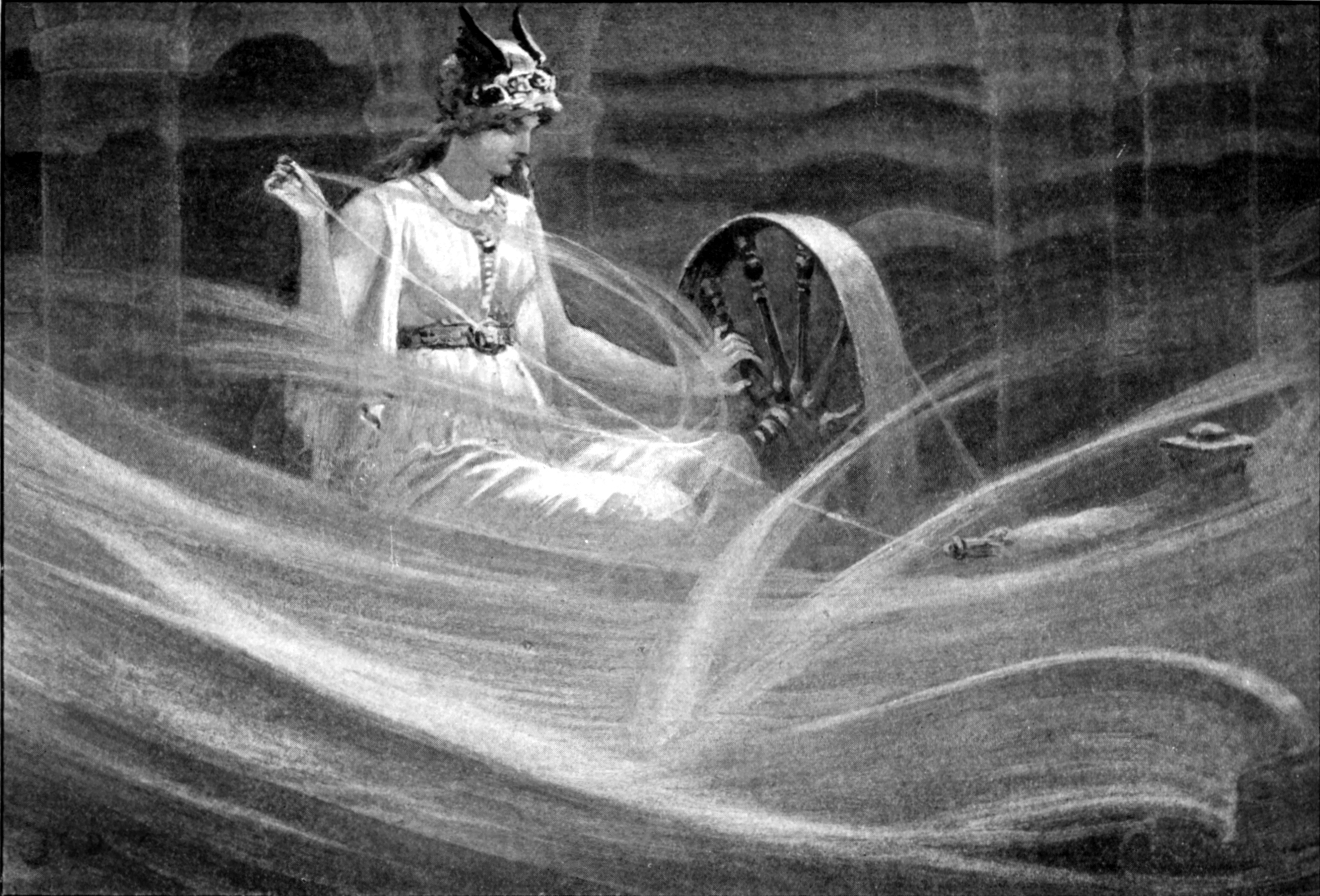
Frigg filejant els núvols, de John Charles Dollman

El nom de Divendres prové de l'anglès antic frīġedæġ, que significa el dia de Frig, resultat d'una antiga convenció que associa la deessa nòrdica Frigg amb la deessa romana Venus, amb la qual el dia s'associa en moltes cultures diferents. El mateix passa amb Frīatag en alemany antic, Freitag en alemany modern, i vrijdag en neerlandès.
Aquests són alguns dels noms que rep el divendres en diferents idiomes:
| Idioma                                               | Nom                                                         | Significat                                                                                         |
| ---------------------------------------------------- | ----------------------------------------------------------- | -------------------------------------------------------------------------------------------------- |
| Alemany Suec Holandès Anglès                         | Freitag Fredag Vrijdag Friday                               | Dia de Freyja                                                                                      |
| Basc                                                 | Ostirala                                                    | Ost (Ortzi, déu pagà) + Irala (Irargi, ilargi, «lluna»); literalment «el dia de la lluna de Ortzi» |
| Català Aranès Castellà Francès Italià Gallec Asturià | Divendres Diuendres Viernes Vendredi Venerdì Venres Vienres | Dia de Venus                                                                                       |
| Japonès                                              | 金曜日 / Kin'yôbi                                           | Dia del metall                                                                                     |
| Polonès Rus                                          | Piątek Пятница                                              | Dia cinquè (després de diumenge)                                                                   |
| Portuguès Gallec                                     | Sexta-feira Sexta feira                                     | Sisè dia                                                                                           |

## Folklore
El divendres es considera desafortunat en algunes cultures. Això és especialment cert en els cercles marítims; potser la superstició velera més duradora és que és una mala sort començar un viatge en un divendres. Al segle xix, l'almirall William Henry Smyth va descriure el divendres en el seu lèxic nàutic The Sailor's Word-Book com:
| « | El Dies Infaustus, en el qual els vells mariners estaven desitjant no baixar de pes, com a mal auguri. | » |

(Dies Infaustus significa "dia de la sort". Aquesta superstició és l'arrel de la coneguda llegenda urbana de l'HMS Friday.
En temps moderns, el divendres 13 es considera especialment desafortunat, a causa de la conjunció del divendres amb el desafortunat número tretze. Aquest divendres es pot anomenar Divendres Negre.
No obstant això, aquesta superstició no és universal, especialment en la cultura gaèlica escocesa:
| « | Tot i que el divendres sempre s'ha celebrat un dia de mala sort a molts països del cristians, encara a les Hèbrides se suposa que és un dia de sort per sembrar. Divendres Sant en particular és un dia favorit per a la plantació de patates, fins i tot els estrictes catòlics romans s'esforcen a plantar una galleda plena aquest dia. Probablement la idea és que com la Resurrecció va seguir la Crucifixió, i l'enterrament també en el cas de la llavor, i després de la mort vindrà la vida? | » |

## En astrologia
En astrologia, el divendres està connectat amb el planeta Venus i està simbolitzat pel símbol d'aquest planeta ⁇. El divendres també s'associa amb els signes astrològics Libra i Taurus.

## Observacions religioses

### Cristianisme
En el cristianisme, Divendres Sant és el divendres anterior a Pasqua. Commemora la crucifixió de Jesús. Els adherents de moltes denominacions cristianes, incloent-hi les tradicions catòlica, ortodoxa, metodista i anglicana, observen el divendres ràpid, que tradicionalment inclou l'abstinència de carn, lacticinia i alcohol els divendres de l'any.
Tradicionalment, els catòlics romans es van veure obligats a abstenir-se de menjar la carn d'animals de sang calenta els divendres, tot i que es permetia el peix. El Filet-O-Fish va ser inventat el 1962 per Lou Groen, propietari d'una franquícia McDonald's a Cincinnati, Ohio, en resposta a la caiguda de les vendes d'hamburgueses els divendres com a resultat de la pràctica catòlica romana d'abstenir-se de la carn els divendres.
En l'actualitat, les conferències episcopals estan autoritzades a permetre que alguna altra forma de penitència reemplaci l'abstinència de la carn. El Codi de Dret Canònic de 1983 estableix:
Canon 1250. Els dies i temps de penitència per a l'Església universal són cada divendres de tot l'any i la temporada de Quaresma.
Canon 1251. L'abstinència de la carn, o d'algun altre aliment, segons el que determini la Conferència Episcopal, s'observarà en tots els divendres, llevat que una solemnitat caigui en un divendres. L'abstinència i el dejuni s'observen el dimecres de cendra i el Divendres Sant.
Canon 1253. La Conferència Episcopal pot determinar formes més particulars en què s'han d'observar el dejuni i l'abstinència. En lloc de l'abstinència o el dejuni pot substituir, íntegrament o en part, altres formes de penitència, especialment obres de caritat i exercicis de pietat.
El Llibre de la Pregària Comuna prescriu el dejuni setmanal del divendres i l'abstinència de la carn per a tots els anglicans.
En el metodisme, les directrius donades a les Societats de Banda (25 de desembre de 1744) mana per a tots els metodistes dejuni i abstinència de la carn tots els divendres de l'any.
L'Església Ortodoxa Oriental continua observant els divendres (així com els dimecres) com a dies ràpids durant tot l'any (amb l'excepció de diversos períodes lliures de rapidesa durant l'any). El dejuni dels divendres implica abstinència de carn o productes carnis (és a dir, quadrúpedes), ocells de corral i productes lactis (així com peixos). Tret que un dia festí es produeixi un divendres, els ortodoxos també s'abstinguin d'utilitzar oli en la seva cuina i de les begudes alcohòliques (hi ha algun debat sobre si l'abstenció de l'oli implica tot l'oli de cuina o només l'oli d'oliva). En dies festius especialment importants, també es pot permetre pescar. Per als ortodoxos, els divendres al llarg de l'any commemoren la Crucifixió de Crist i la Theotokos (Mare de Déu), especialment mentre estava al costat del peu de la creu. Hi ha himnes en els Octoekhos que reflecteixen això litúrgicament. Aquests inclouen Theotokia (himnes a la Mare de Déu) que són cantats els dimecres i els divendres anomenats Stavrotheotokia ("Cross-Theotokia"). La destitució al final dels serveis dels divendres comença amb les paraules: "Que Crist sigui el nostre veritable Déu, a través del poder de la creu valuosa i que dona vida..."
Tradicionalment, els quàquers es referien al divendres com a "Sisè Dia", evitant els orígens pagans del nom. Als països eslaus, s'anomena cinquè dia (polonès: piątek, rus: пятница, pyatnitsa).

### Hinduisme
El dia rep el nom de Shukra, fill de Bhrigu i Kavyamata (Usana). En l'hinduisme, es practiquen les celebracions especials per a les formes dels devi, com Durga, Lakxmi, Sarasvatí, Kali o Pàrvati, el divendres. Els divendres són importants per a les dones casades i adoren les deesses en aquell dia.

### Islam
En l'Islam, el divendres (de dijous al capvespre fins divendres al capvespre) és el dia de la comunió, de pregar junts, sovint confós com el dia sant dels musulmans corresponent al diumenge en el cristianisme i el dissabte al vespre; no obstant això, el setè dia és el dia sant de contemplació i descans també per als musulmans, com es diu - Al-sabt – السبت en àrab - el dissabte. L'observança del divendres inclou l'assistència a una mesquita per a l'oració de la congregació o Salat AlJumu'ah. Es considera un dia de pau i pietat així com un dia de descans.

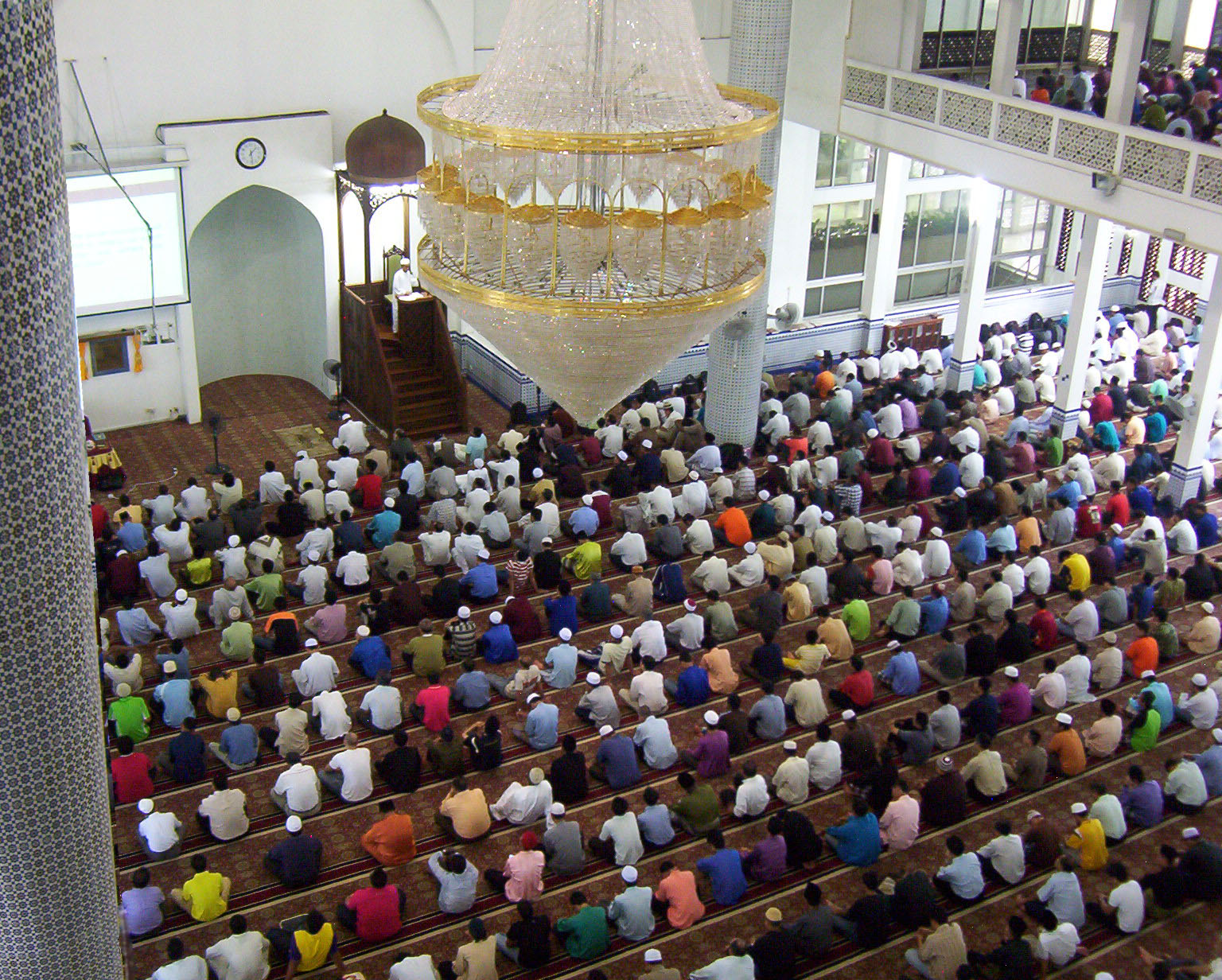
Pregària de divendres musulmà en una mesquita de Malàisia

Segons algunes tradicions islàmiques, el dia és declarat com el dia sagrat original ordenat per Déu, però que ara els jueus i els cristians reconeixen els dies següents. En alguns països islàmics, la setmana comença el diumenge i acaba el dissabte, igual que la setmana jueva i la setmana en alguns països cristians. La setmana comença el dissabte i acaba el divendres en la majoria dels altres països islàmics, com Somàlia i l'Iran. El divendres és també el dia de descans a la Fe bahà'í. En alguns estats malais, el divendres és el primer dia de cap de setmana, amb el dissabte el segon, per permetre als musulmans complir les seves obligacions religioses el divendres. El diumenge és el primer dia laborable de la setmana per a les organitzacions governamentals.
Es recomana als musulmans no dejunar un divendres per si mateixos (makruh, recomanat contra, però no Hàram, religiosament prohibit), llevat que s'acompanyi amb dejuni el dia abans (dijous) o dia després (dissabte), o es correspon amb dies que normalment es consideren bons per dejunar (és a dir, dies que es consideren bons per dejunar). L'Arafa o Aixura, o cau dins dels hàbits religiosos habituals de dejuni (és a dir, dejuni cada dos dies), llavors és completament permissible.
Els musulmans creuen que el divendres és Syed-ul-Ayyam, que significa Rei dels dies. Una narració a Sahih Múslim descriu la importància del divendres de la manera següent.
| « | Abu Huraira va informar el missatger d'Al·là (PBUH) dient: El millor dia en què el sol ha augmentat és divendres; en ell, Adam va ser creat. I l'última hora tindrà lloc el divendres. | » |

L'Alcorà també té un sura (capítol) anomenat Al-Jumu'ah (Divendres).

### Judaisme
El dissabte jueu comença a la posta de sol el divendres i dura fins a la nit del dissabte. Hi ha un costum jueu de dejunar el divendres de la setmana de Chukat.

## Tailàndia
A Tailàndia, el color associat amb el divendres és el blau (vegeu el calendari tailandès).

## Dies amb nom
- El Divendres Negre fa referència a qualsevol de les diverses catàstrofes històriques que van ocórrer els divendres, i, en un sentit general, a qualsevol divendres del dia tretze.
  - Als Estats Units, Black Friday és també el sobrenom del dia després d'Acció de Gràcies, el primer dia de la tradicional temporada de compres de Nadal.
- El Divendres Casual (també anomenat Dress-down, Aloha o Country i Divendres Occidental) és una relaxació del codi de vestimenta formal emprat per algunes empreses per l'últim dia de la setmana laboral.
- Divendres Sant és el divendres anterior a la Pasqua en l'calendari litúrgic cristià. Commemora la crucifixió de Jesús.
- La vaga escolar de Greta Thunberg pel clima sol produir-se els divendres, i el moviment també s'anomena divendres pel futur.[30]
- L'església del Monstre dels Espaguetis Voladors celebra cada divendres com un dia sagrat.